# Дегтярка (Ребрихинский район)
Дегтярка — упразднённый посёлок в Ребрихинском районе Алтайского края. На момент упразднения входил в состав Рожне-Логовского сельсовета. Исключен из учётных данных в 1987 г.

## География
Располагался в юго-восточной части района, на краю ленточного бора, в 5,5 км (по прямой) к северо-востоку от села Рожнев Лог.

## История
Основан в 1918 году. В 1928 году посёлок состоял из 53 хозяйств. В административном отношении входил в состав Рожне-Логовского сельсовета Ребрихинского района Барнаульского округа Сибирского края.
Решением Алтайского краевого исполнительного комитета от 05.06.1987 года № 237 посёлок исключен из учётных данных.

## Население
По данным переписи 1926 года в посёлке проживало 226 человек (112 мужчин и 114 женщин), основное население — русские.